# Celestia
Celestia é um programa de astronomia 3D, de código aberto, para Windows, Mac OS X e Linux, criado por Chris Laurel.
O programa, baseado no Catálogo Hipparcos, permite ao usuário mostrar objetos variando em escala de satélites artificiais até galáxias inteiras em três dimensões usando OpenGL. Diferentemente da maioria dos programas para planetários, o usuário é livre para viajar através do Universo. Mais de 10GB de conteúdo extra estão disponíveis para suplementar o programa básico como resultado da pequena mas produtiva comunidade de usuários que apoiam o programa.
Tanto a NASA como a Agência Espacial Europeia (AEE) já usaram o Celestia, mas este não é para ser confundido com o Celestia 2000, que é um programa proprietário da AEE.

## Limitações
Há algumas limitações ao modelamento do Celestia:
- O parâmetro por padrão para a Terra no Celestia é um esferoide perfeito, o que significa que satélites em órbita terrestre baixa não são modelados com precisão. No entanto, este parâmetro pode ser ajustado.
- Muitas estrelas binárias não são simuladas corretamente.
- Apenas objetos no sistema solar são móveis; estrelas e galáxias são imóveis (fixas no mesmo ponto).
- Originalmente não há nebulosas no Celestia, mas elas podem ser adicionadas.

## Usos na mídia
A NASA e a ESA usaram o Celestia em seus programas educacionais e de divulgação, bem como para interface com software de análise de trajetória.
Celestia foi usada na mídia pelo programa de televisão da CBS NCIS (Temporada 4, Episódio 22: "In the Dark"). O personagem Timothy McGee explica o que é Celestia e como um add-on pode permitir que o usuário armazene um diário dentro do programa também. Texturas desenhadas por artistas gráficos de Celestia foram usadas no filme The Day After Tomorrow e na minissérie de 2008 The Andromeda Strain.